# اویلر هرمس

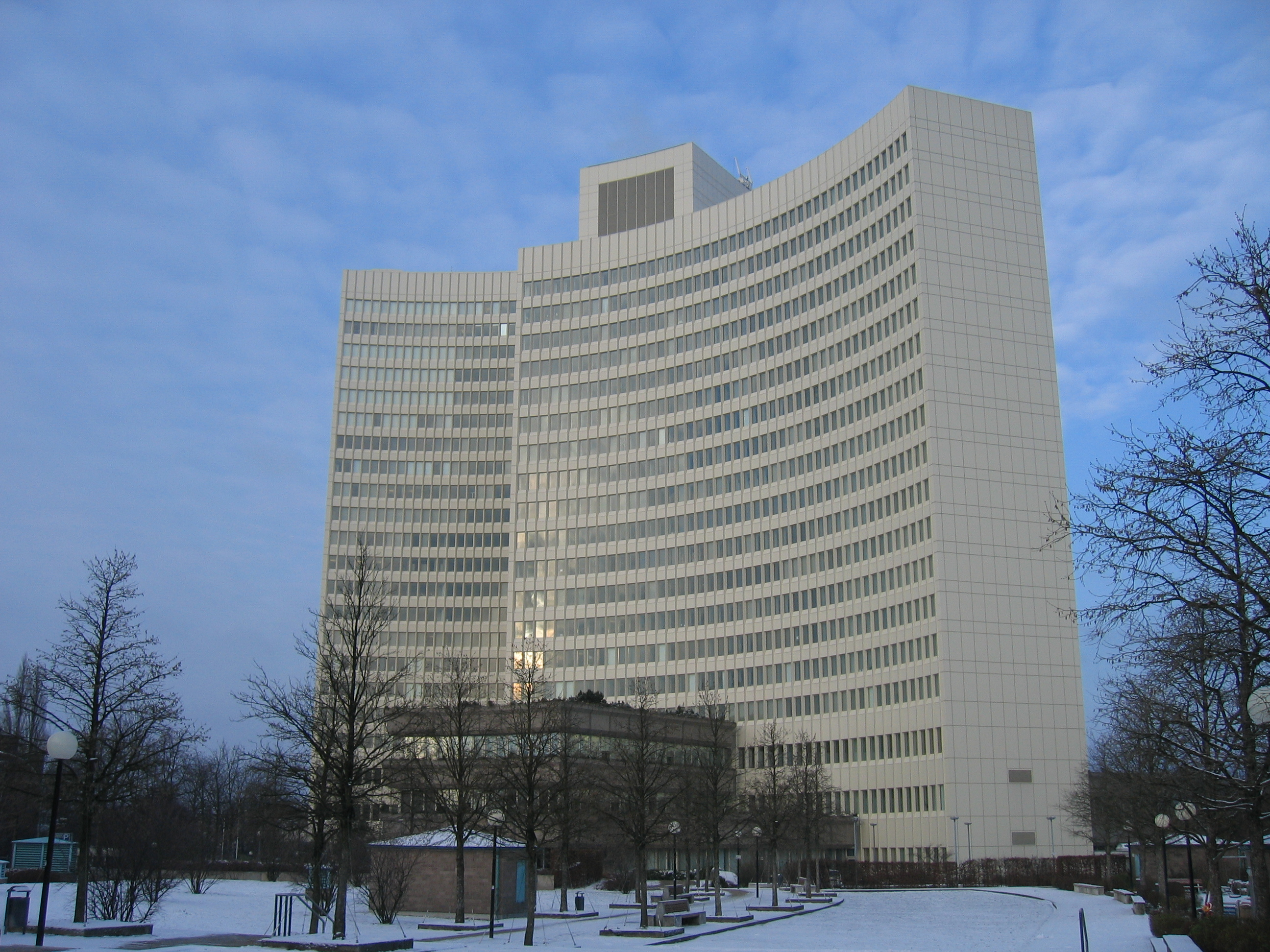
ساختمان اداری در شهر هامبورگ، آلمان

اویلر هرمس (به فرانسوی: Euler Hermes) شرکت خدمات مالی فرانسوی و چندملیتی است، که تمرکز اصلی آن در حوزه بیمه بوده و طیف وسیعی از خدمات بیمه عمر و بیمه اتکایی را ارائه می‌کند.
شرکت اویلر هرمس در سال ۱۸۹۳ تأسیس گردید و در سال ۱۹۲۷ توسط شرکت بیمه فرانسوی ای‌جی‌اف خریداری شد. در ۱۹۹۷ در پی خریداری ای‌جی‌اف توسط شرکت آلمانی آلیانتس، اویلر هرمس نیز به یکی از شرکت‌های تابعه آلیانتس تبدیل شد.
دفتر مرکزی این شرکت در شهر پاریس، فرانسه قرار دارد و بخشی از سهام آن در بازار بورس یورونکست پاریس معامله می‌شود. شرکت اویلر هرمس در حال حاضر دارای عملیات در ۵۴ کشور جهان می‌باشد.